# بارون بارونه (آلبوم)
 بارون بارونه نام یک آلبوم موسیقی اثر ویگن، هنرمند ایرانی است که در سبک پاپ تهیه شده و دارای ۱۲ ترانه است.

## فهرست آهنگ‌ها
| نام ترانه        | ترانه‌سرا                            | آهنگساز      | تنظیم        |
| ---------------- | ----------------------------------- | ------------ | ------------ |
| بارون بارونه     | سیروس آرین‌پور                       | عطاالله خرم  | ناصر چشم آذر |
| فنجون طلا        | نوذر پرنگ                           | عطاالله خرم  | عطاالله خرم  |
| کاروان عروسی     | پرویز وکیلی دکتر هدایت الله نیرسینا | سورن         | سورن         |
| غزال             | نوذر پرنگ                           | عطاالله خرم  | عطاالله خرم  |
| جلوه قمر         | پرویز وکیلی                         | ضیاء مختاری  |              |
| کبک وحشی         | محمدعلی شیرازی                      | زاون         |              |
| کلاغ پر          | پرویز وکیلی                         | سلیمان اکبری |              |
| برگ خزان         | کریم فکور                           | فرانسوی      | عطاالله خرم  |
| حلقه گل          | پرویز وکیلی                         | عطاالله خرم  | عطاالله خرم  |
| دیدار مادر       | پرویز وکیلی                         | عطاالله خرم  | عطاالله خرم  |
| مرغی بر شاخه تاک | هدایت‌الله نیرسینا                   | عطاالله خرم  | عطاالله خرم  |
| قهر و آشتی       | عبدالله الفت                        | سلیمان اکبری |              |